# Gorge (géographie)
Pour les articles homonymes, voir Canyon (homonymie), Gorge et Canon.
Ne doit pas être confondu avec Rapide (hydrologie).

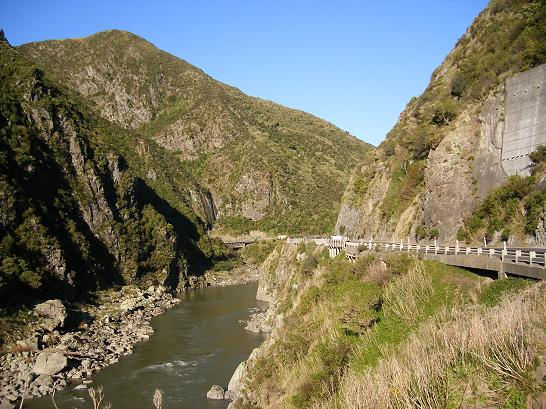
Les gorges du Manawatu en Nouvelle-Zélande.

Une gorge, canyon ou (rarement) cañon (/ka.njɔn/ ou /ka.ɲɔ̃/), est un passage encaissé entre deux reliefs résultant de l'érosion hydraulique sur tout type de roche mais préférentiellement sur les sédimentaires. Une gorge peut être confondue avec une clue ou un défilé.

## Formation

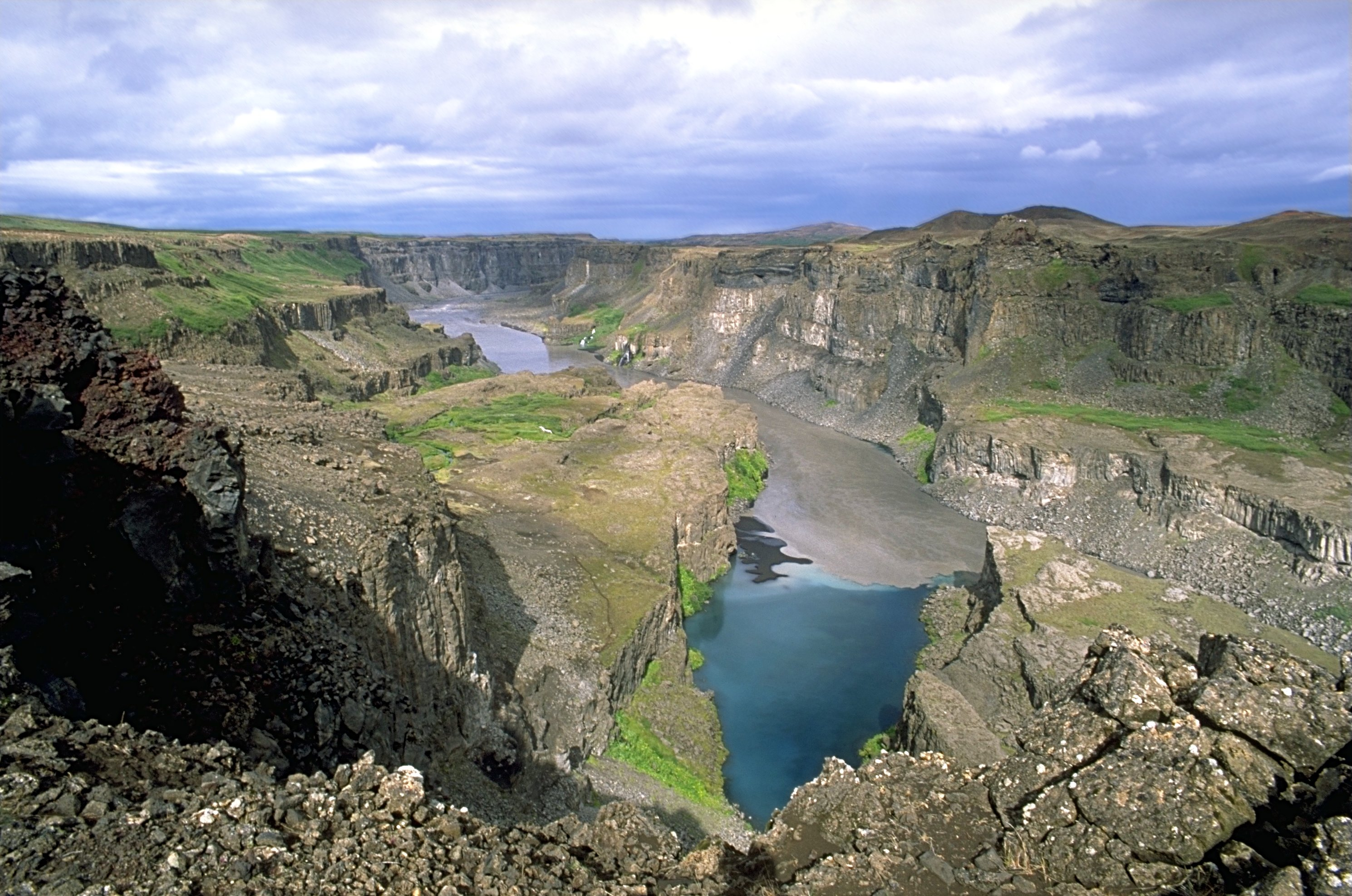
La gorge de Jökulsárgljúfur en Islande.

Une gorge est le résultat de longues périodes d'érosion fluviale dans des régions sédimentaires où alternent strates dures et strates tendres.
À l'origine du processus de formation, le réseau hydrographique coulait lentement sur des apports argilo-calcaires étalés sur de vastes plaines. À la suite de mouvements tectoniques, le niveau de base s'étant modifié (les plaines s'étant soulevées ou bien le niveau de base s'étant abaissé), les cours d'eau se sont encaissés, leur vitesse s'étant accélérée sous l'effet d'une pente plus forte et leur débit, ayant pu être accru, du fait de précipitations plus abondantes. Le processus d'érosion a été parfois favorisé par la présence de cavités souterraines situées sur le parcours des rivières. Des traces de ce long travail s'inscrivent dans le paysage sous la forme d'arches de pierre reliant les deux versants de la gorge (comme le célèbre pont d'Arc des gorges de l'Ardèche).

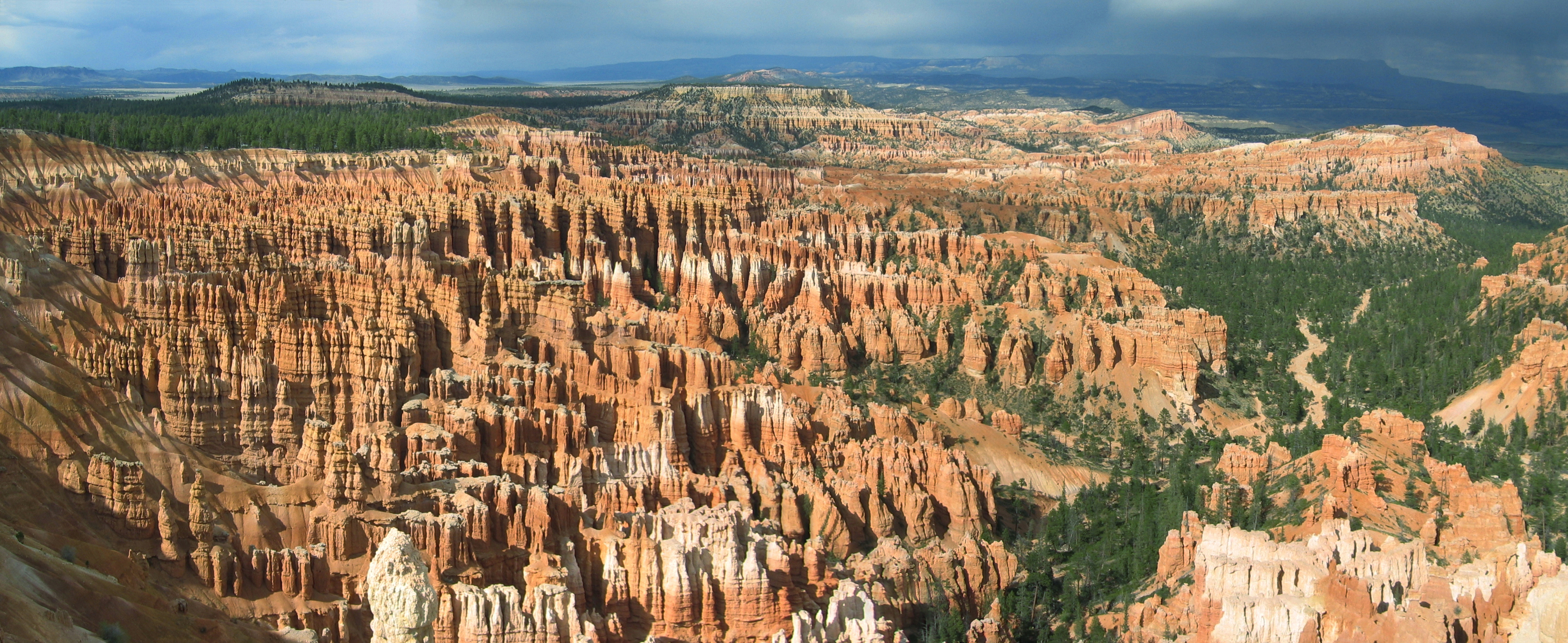
Le canyon de Hoodoos dans le parc national de Bryce Canyon, aux États-Unis.

Lorsque le cours d'eau atteint son profil d'équilibre, il cesse de creuser. La vallée, qu'il a contribué à créer, reste étroite en raison de la résistance des roches des versants qui présentent des pentes inégales (les calcaires forment des corniches, les marnes des replats).

## Localisation

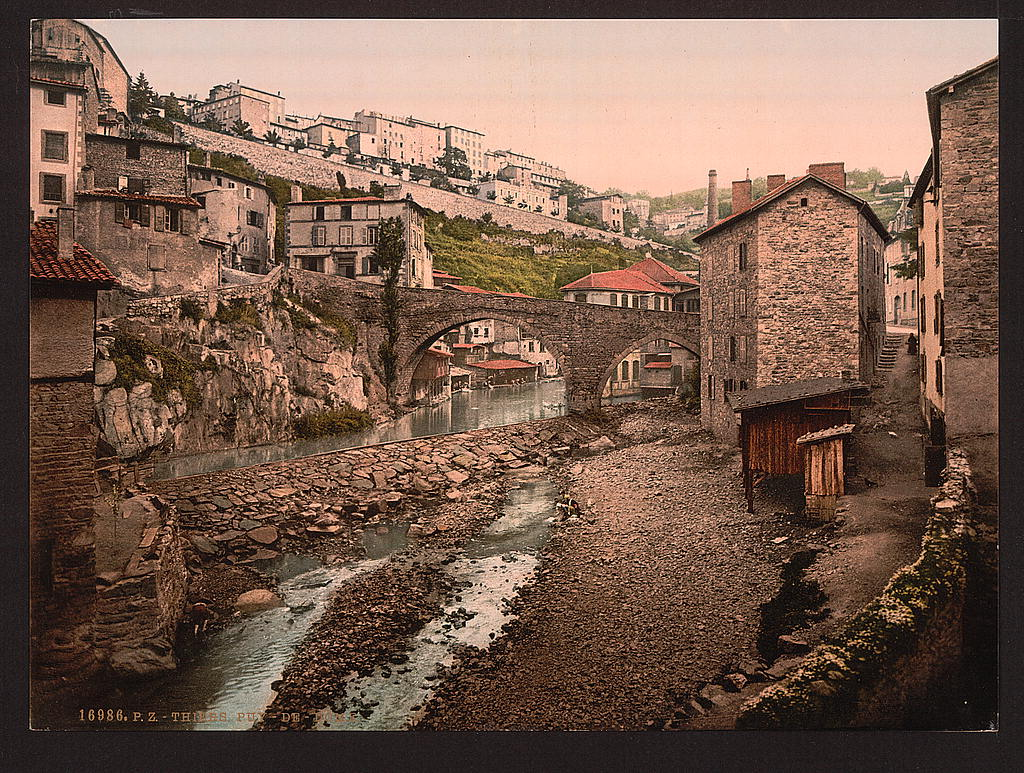
La vallée des Usines à Thiers dans le parc naturel régional Livradois-Forez en France.

Les gorges les plus importantes ont été creusées, dans des terres soumises à un climat aride ou semi-aride, grâce à l'action de cours d'eau alimentés par de fortes précipitations pluvieuses ou neigeuses tombant dans leur partie amont sise dans des régions plus humides. Leur localisation dans des espaces peu arrosés réduit également la puissance des phénomènes érosifs permettant aux parois de garder leur verticalité ainsi que des formes anguleuses et spectaculaires. Le creusement d'une gorge dépend en partie de la vitesse du courant du cours d'eau; le travail d'érosion est donc plus rapide dans la partie supérieure de ce dernier, là où la pente est la plus forte.

## Gorges célèbres

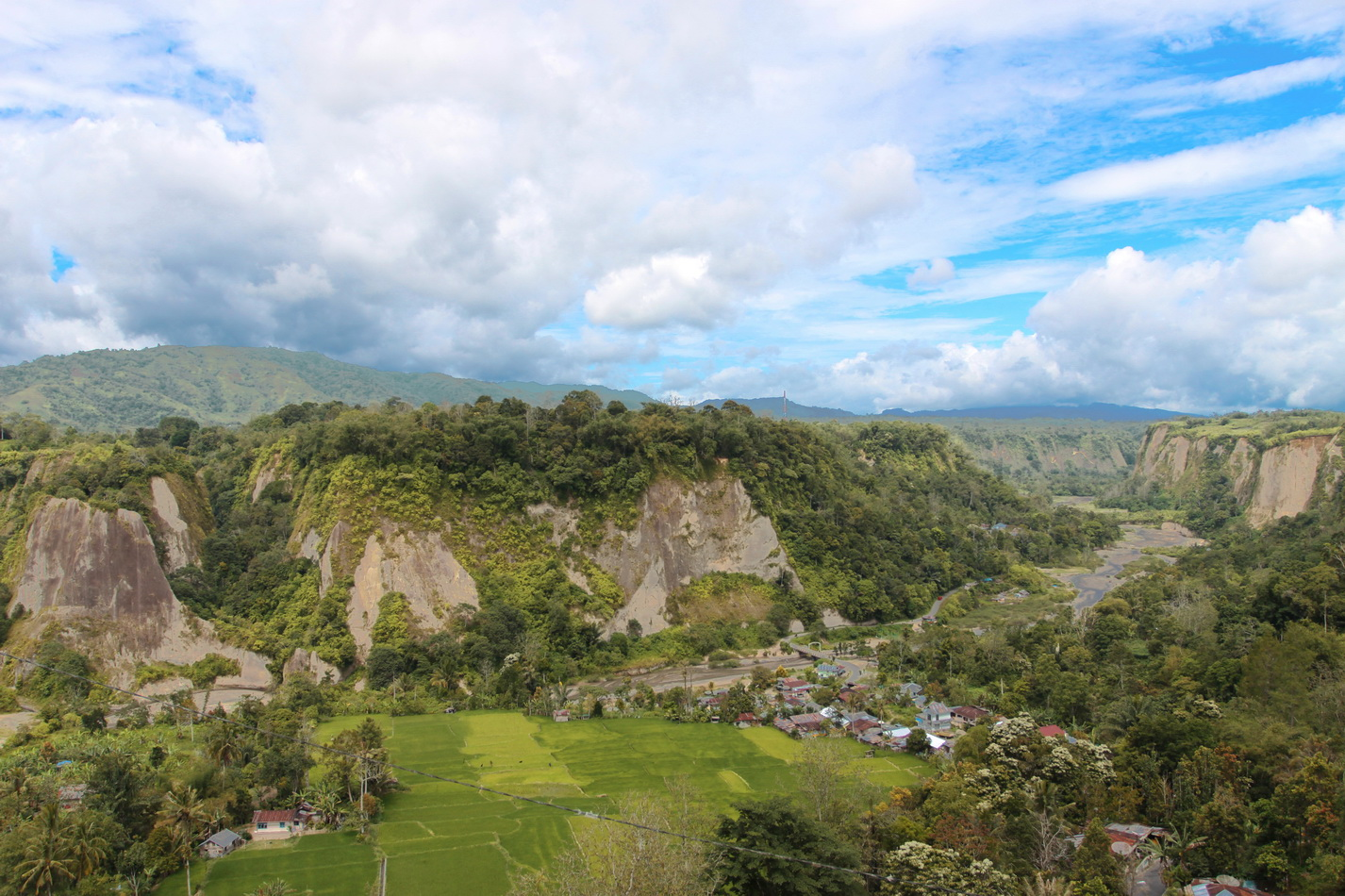
Le canyon de Sianok en Bukittinggi, en Indonésie

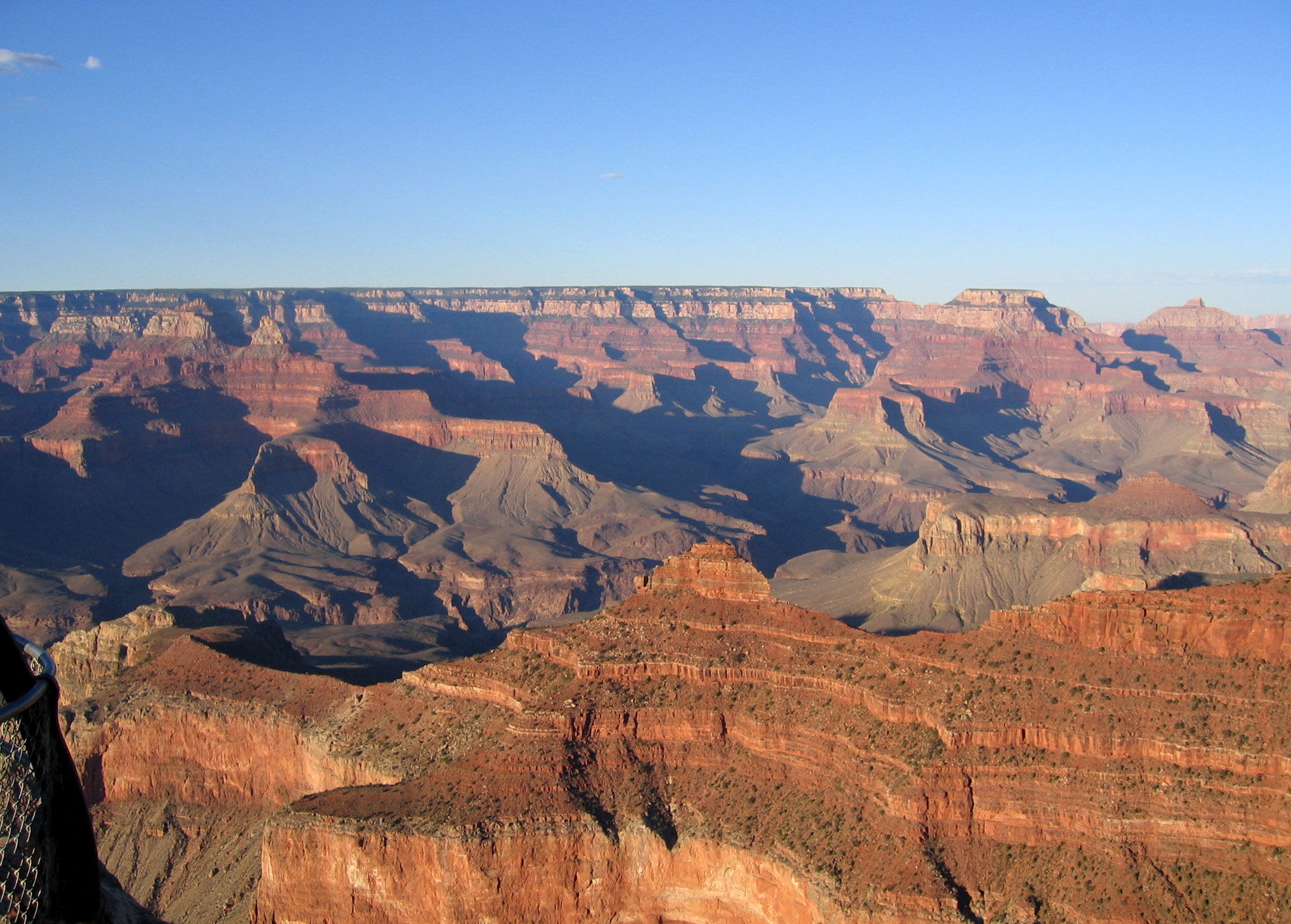
Le Grand Canyon aux États-Unis.

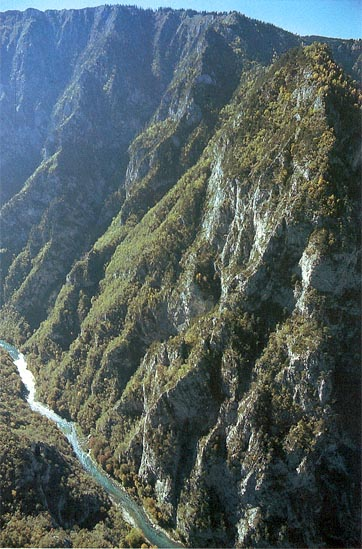
Le canyon de la Tara au Monténégro

### Europe
- Défilé d'Entre-Roches en France
- Gorges de Daluis en France
- Gorges de Kakouetta en France
- Gorges de l'Ardèche en France
- Gorges de l'Arly en France
- Gorges de l'Aveyron en France
- Gorges de la Bourne en France
- Gorges de la Dordogne en France
- Gorges de la Fou en France
- Gorges de la Jonte en France
- Gorges de Nouailles en France
- Gorges du Fier en France
- Gorges du Llech en France
- Gorges de la Nesque en France
- Gorges du Tarn en France
- Gorges du Verdon en France
- Gorges d'Holzarte en France
- Vallée des Usines en France
- Canyon de la rivière Hrazdan en Arménie
- Canyon de Velika Paklenica en Croatie
- Gorge du Cares en Espagne
- Vallée d'Ordesa en Espagne
- Gorges de Samaria en Grèce (Crète)
- Gorges de Vikos en Grèce
- Gorge de Su Gorroppu en Sardaigne Italie
- Canyon Matka en Macédoine
- Canyon de la Tara au Monténégro
- Bouches de Kotor, canyon aujourd'hui immergé, au Monténégro
- Gorge de Vintgar en Slovénie
- Gorges de Cheddar au Royaume-Uni

### Afrique
- Canyon de la Blyde en Afrique du Sud
- Canyon de Orange river en Afrique du Sud
- Meiringspoort en Afrique du Sud
- Canyon du Ghoufi en Algérie
- Gorges de Lakhdaria en Algérie
- Gorges de Kherrata en Algérie
- Canyon de Debre Markos en Éthiopie
- Canyon de la rivière Fish en Namibie
- Canyon rouge au Gabon
- Canyon vert au Gabon
- Canyon blanc au Gabon
- Gorges du Dadès au Maroc
- Gorges du Toudra au Maroc
- Habokok au Kenya

### Amérique
- Canyon Maligne au Canada
- Canyon du Fraser au Canada
- Canyon Sainte-Anne au Canada
- Gorge de Coaticook au Canada
- Bryce Canyon aux États-Unis
- Gorge du Columbia aux États-Unis
- Grand Canyon du Colorado aux États-Unis
- Hells Canyon aux États-Unis
- Kings Canyon aux États-Unis
- Canyon du Cuivre ou Barranca del Cobre au Mexique
- Canyon du Sumidero au Mexique
- Canyon de Colca au Pérou
- Canyon de Cotahuasi au Pérou
- Canyon de Rio Pinturas en Argentine

### Asie
- Gorges du Yang-tseu-kiang en Chine
- Canyon du Yarlung Tsangpo dans la Région autonome du Tibet, en Chine
- Canyon de la Kali Gandaki au Népal
- Gorges de Taroko à Taïwan
- Canyon de Laï-Chau au Vietnam
- Canyon de Charyn au Kazakhstan
- Canyon du Wadi Mujib en Jordanie

### Océanie
- Cataract Gorge en Australie
- Waimea Canyon sur l'île de Kauai (archipel d'Hawaï)

## Les gorges «défilés»
Certaines gorges portent abusivement le nom de « défilé » alors qu'elle n'en revêtent pas les caractéristiques. Un défilé est un « passage naturel, étroit et encaissé, qu'on ne peut traverser qu'en file ». Ce terme est issu du mot latin filum (fil), qui a donné filare en bas latin puis défilé en français (utilisation attestée en 1643).

### Gorges «défilés» célèbres
- Défilé de l'Écluse
- Défilé de Straiture
- Défilé de Canteperdrix
- Défilé de Pisidie
- Défilé de Despeñaperros
- Défilé de Darial
- Raspes du Tarn